# Muriel Merlin
Pour les articles homonymes, voir Merlin (homonymie).
Muriel Merlin est une productrice de cinéma française née le 21 septembre 1962.

## Biographie
Elle exerce au sein de 3B Productions, avec Rachid Bouchareb et Jean Bréhat.

## Filmographie (sélection)

### Cinéma
- 2003 : Twentynine Palms de Bruno Dumont
- 2006 : Indigènes de Rachid Bouchareb
- 2006 : Flandres de Bruno Dumont
- 2006 : Barrage de Raphaël Jacoulot
- 2009 : Hadewijch de Bruno Dumont
- 2009 : London River de Rachid Bouchareb
- 2010 : Hors-la-loi de Rachid Bouchareb
- 2011 : Omar m'a tuer de Roschdy Zem
- 2011 : Hors Satan de Bruno Dumont
- 2012 : L'Attentat de Ziad Doueiri
- 2013 : Camille Claudel 1915 de Bruno Dumont
- 2016 : Chouf de Karim Dridi
- 2016 : Ma Loute de Bruno Dumont
- 2017 : L'Insulte de Ziad Doueiri
- 2017 : Jeannette, l'enfance de Jeanne d'Arc de Bruno Dumont
- 2021 : France de Bruno Dumont
- 2025 : La Tour de glace de Lucile Hadzihalilovic

### Télévision
- 2014-2015 : Frères d'armes (50 épisodes)

## Distinctions

### Nominations
- César 2017 : César du meilleur film pour Ma Loute